# واژه باب روز
واژه باب روز (Buzzwords) یا واژه محبوب، به هر لغت یا اصطلاحی گفته می‌شود که برای یک دوره از زمان در بین کاربرانش خیلی محبوب و رایج می‌شود. واژگان باب روز عمدتاً از اصطلاحات فنی مشتق می‌شوند اما معنای فنی شان کم رنگ می‌شود و به دلیل کثرت استفاده، قابل درک و دارای کاربرد می‌شود. گاه ممکن است معنای فنی خود را هم حفظ کنند.
واژگان روز اغلب در قالب اصطلاحات تخصصی، سرواژه‌ها یا نوواژه‌ها پدیدار می‌شوند. نمونه‌هایی از لغات روزی که قبلاً در حوزه‌های کسب و کار برای مدتی محبوب بوده‌اند عبارتند از: شامل synergy, عمودی، پویا، سایبر و استراتژی. نمونه جملات محبوب دوره‌ای:  "خارج از جعبه فکر کن".
گفته شده است که کسب و کارهای تجاری بدون به کارگیری واژگان باب روز نمی‌توانند به خوبی عمل کنند چرا که این لغات باعث درک زمینه تجاری در مخاطبان می‌شود.
اصطلاح buzz word  اولین بار در سال ۱۹۴۶ به عنوان زبان عامیانه دانشجویی به کار رفت.

## در فرهنگ عامه
جان کیگان از کارکنان وال استریت ژورنال یک سامانه مولد کلمات محبوب ارائه داد که به یادآوری و استفاده از این کلمات در کسب و کارها کمک می‌کرد.
لینکد این سالانه فهرستی از لغات رایج را که نباید در رزومه شخصی به کار برد منتشر می‌کند. اینها لغاتی هستند که ظاهراً محبوب هستند اما چیزی را نشان نمی‌دهند. برای سال ۲۰۱۴ لغات رایج در حوزه رزومه اینها بوده‌اند:با انگیزه، پرشور، خلاق، با تجربه گسترده، مسئولیت پذیر، استراتژیک، سابقه کار، سازمانی و متخصص.